# Digital Realty
A Digital Realty é uma empresa americana com sede em Austin especializada na gestão de centros de dados.

## História
Em Junho de 2015, a Digital Realty está em negociações para adquirir o Telx Group, outro especialista americano em centros de dados, por aproximadamente 2 mil milhões de dólares.
Em Junho de 2017, a Digital Realty anunciou a aquisição da DuPont Fabros Technology, que opera 12 centros de dados, por 7,6 mil milhões de dólares.